# 赫勒尔特瓦

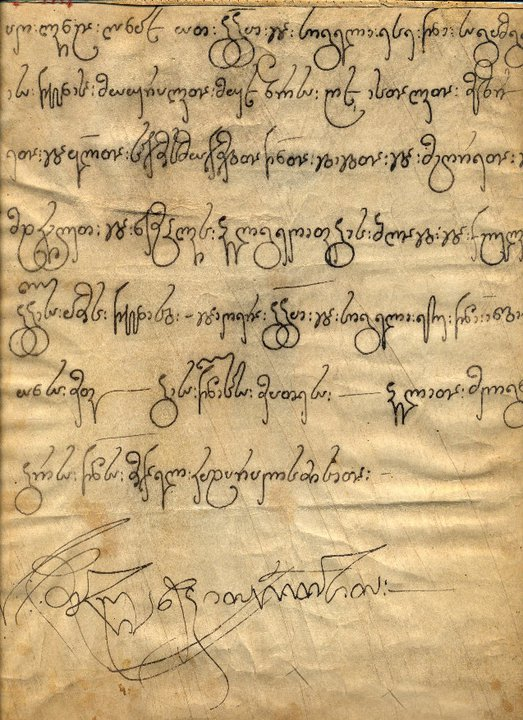
喬治亞國王吉奧爾基四世之赫勒爾特瓦皇家特許狀（1222年）。保存於第比利斯的格魯吉亞國家檔案館

赫勒尔特瓦（喬治亞語： Khelrtva）是最初格鲁吉亚君主、皇后、東正教牧首、皇室和贵族使用的格鲁吉亚书法花押，印章或签名。“赫勒尔特瓦”词的字面意思是“用手装饰，点缀或美化”。
每个格鲁吉亚君主都有自己的赫勒尔特瓦。它被称为“sauplo kheli”，字面意思是“贵族的手”。赫勒尔特瓦的传统在格鲁吉亚仍在使用中。